# Seleção Sarlandesa de Futebol
A Seleção Sarlandesa de Futebol foi uma equipe de futebol que representou o Protetorado de Sarre durante a ocupação francesa na Alemanha entre os anos de 1950 até 1956. Como a França se opôs à inclusão do Sarre na Seleção Alemã-Ocidental, o estado alemão de Sarre foi representado separadamente.
Como a população local não quis aderir à França, organizações locais tiveram que ser fundadas, como o Comitê Olímpico do Sarre, que enviou atletas do Sarre para os Jogos Olímpicos de Verão de 1952. Além disso, como não era uma nação independente, diferente da Alemanha, a equipe de futebol não foi designada como seleção "nacional", mas sim apenas por "seleção" (Alemão: Auswahl) ou algum termo semelhante.

## História
Devido a repartição da Alemanha no pós-guerra, o Protetorado do Sarre foi separado da República Federal da Alemanha e da República Democrática Alemã. A federação local, Fußballbundes Saarländischer (SFB) foi fundado em 25 de julho de 1948 em Sulzbach, com Willy Koch como primeiro presidente. Os clubes do Sarre jogavam na Ehrenliga local por três temporadas, de 1948 a 1951, com exceção do 1. FC Saarbrücken, que foi convidado para jogar na Ligue 2 francesa na temporada 1948–49, onde eles eram conhecidos como FC Sarrebruck. No entanto, após os clubes franceses votaram por unanimidade contra eles aderirem à Federação Francesa de Futebol (resultando na demissão do presidente Jules Rimet, que era a favor da adesão do Saarbrücken), o clube saiu do campeonato francês. Desinteressados em disputar a Ehrenliga eles estabeleceram um breve torneio por convite, o Saarlandpokal Internationaler, que atraiu um grande número de equipes de topo e é considerado como um precursor para a Taça dos Campeões Europeus. Em 1955, o Saarbrücken se tornou o único clube de Saarland a disputar a recém criada Taça dos Campeões Europeus. No torneio, venceram o primeiro jogo em San Siro contra o campeão italiano Milan, mas perderam o segundo jogo e foram eliminados.
Em 17 de julho de 1949, os membros do SFB recusaram uma proposta de serem anexados pela Federação Francesa de Futebol por 609 votos contra, 299 votos a favor e 55 abstenções. Liderados pelo novo presidente, Hermann Neuberger, que assumiu em 14 de maio de 1950, o SFB tornou-se parte da FIFA, em 12 de junho de 1950. Seu primeiro treinador foi Auguste Jordan, que defendera a França na Copa de 1938.
A equipe do Sarre foi constituída em grande parte dos jogadores de futebol do 1. FC Saarbrücken, e também por jogadores do SV 05 Sarre Saarbrücken, Borussia Neunkirchen, SV St. Ingbert 1945, FC 1912 Ensdorf e ASC Dudweiler.
A equipe jogou apenas 19 jogos, 10 destes contra times "B", e também jogou as Eliminatórias da Copa do Mundo FIFA de 1954, terminando à frente da Noruega em seu grupo, derrotando-os em Oslo. Antes da Copa do Mundo de 1954 na Suíça, jogaram contra o atual campeão mundial Uruguai em 5 de junho, perdendo por 7 a 1. Outros amistosos foram contra a Iugoslávia (1 a 5), Holanda (1 a 2 e 2 a 3) e Suíça (1 a 1).
Em um plebiscito em 1955, a Seleção do Sarre passou a fazer parte da Seleção Ocidental da Alemanha a partir de 1957. Seu técnico, Helmut Schön, treinou a seleção alemã nas décadas de 60 e 70. Hermann Neuberger, ex-presidente do SFB, fundou a Bundesliga e também organizou a Copa do Mundo de 1974.

## Eliminatórias da Copa do Mundo de 1954
A única vez que Sarre disputou as eliminatórias para a Copa do Mundo foi para a Copa de 1954. Sarre entrou no grupo 1, ao lado da Alemanha Ocidental e da Noruega. Na rodada de abertura no Verão de 1953, eles ganharam sua única partida fora de casa, batendo a Noruega em Oslo por 3 a 2, após estar perdendo de 2 a 0, e com apenas 10 jogadores em condições, pois Theodor Puff permaneceu em campo com uma fíbula quebrada. Assim, eles lideraram o grupo após a primeira rodada, já que Alemanha Ocidental empatou o seu jogo em Oslo. Na segunda rodada, o Sarre foi derrotado pela Alemanha Ocidental em Stuttgart pelo placar de 3 a 0 e conseguiu apenas um empate de 0 a 0 contra a Noruega em Saarbrücken. Ambas as seleções alemãs estavam classificadas em primeiro lugar em seu grupo, até que a Alemanha Ocidental goleou a Noruega por 5 a 1, pondo fim às esperanças norueguesas. O último jogo ocorreu somente quatro meses depois, após o rigoroso inverno europeu, em março de 1954.
Sarre, que já havia garantido o segundo lugar no grupo à frente da Noruega, precisava de uma vitória em casa para terminar em primeiro, mas perdeu novamente, desta vez por 3 a 1. Invicta, a Alemanha Ocidental viajou para a Suíça e foi campeã da Copa do Mundo de 1954. O técnico Sepp Herberger queria contar com o jogador Kurt Clemens para o seu time, mas ele estava inelegível, assim como todos os outros jogadores que jogaram pela seleção do Sarre.

### Grupo 1
| 24 de junho 1953 | Noruega | 2–3 | Sarre | Oslo |
|                  |         |     |       |      |

| 19 de agosto 1953 | Noruega | 1–1 | Alemanha Ocidental | Oslo |
|                   |         |     |                    |      |

| 11 de outubro 1953 | Alemanha Ocidental | 3–0 | Sarre | Estugarda |
|                    |                    |     |       |           |

| 8 de novembro 1953 | Sarre | 0–0 | Noruega | Saarbrücken |
|                    |       |     |         |             |

| 22 de novembro 1953 | Alemanha Ocidental | 5–1 | Noruega | Hamburgo |
|                     |                    |     |         |          |

| 28 de março 1954 | Sarre | 1–3 | Alemanha Ocidental | Saarbrücken |
|                  |       |     |                    |             |

| Pos. | Time               | Pts | J | V | E | D | GP | GC |
| ---- | ------------------ | --- | - | - | - | - | -- | -- |
| 1    | Alemanha Ocidental | 7   | 4 | 3 | 1 | 0 | 12 | 3  |
| 2    | Sarre              | 3   | 4 | 1 | 1 | 2 | 4  | 8  |
| 3    | Noruega            | 2   | 4 | 0 | 2 | 2 | 4  | 9  |

## Recordes
Dos 42 jogadores representaram a Seleção do Sarre, Waldemar Philippi é o recordista em jogos disputados (18 entre 1950 e 1956), enquanto Herbert Binkert e Herbert Martin (empatados com 6 gols) são os maiores artilheiros da equipe, mas o primeiro teve média superior de gols (0.50 por jogo, contra 0.35 de Martin).